# Târnava
Târnava es una comuna ubicada en el distrito de Sibiu, Rumania.

## Superficie
Posee una superficie de 28,31 kilómetros cuadrados.

## Demografía
Hasta 2021 la población era de 3007 habitantes, con una densidad de población de 106,2 habitantes por kilómetro cuadrado.